# Cantó de Rochefort-Nord
El cantó de Rochefort-Sud és un cantó francès al districte de Rochefort (departament del Charente Marítim). Inclou totalment set municipis (Breuil-Magné, Fouras, Île-d'Aix, Loire-les-Marais, Saint-Laurent-de-la-Prée, Vergeroux i Yves) i part del de Rochefort.
| Data d'elecció                           | Nom             | Partit          | Qualitat |
| ---------------------------------------- | --------------- | --------------- | -------- |
| 1945-1951                                | Roger Gaborit   | Radical         |          |
| 1951-1959                                | Ernest Guépin   | RPF, després RS |          |
| 1959-1970                                | Francis Gaury   | Divers droite   |          |
| 1970-1976                                | M. Sistane      | PCF             |          |
| 1976-1985                                | Jean-Louis Frot | Divers droite   |          |
| 1985-1998                                | André Tessier   | RPR             |          |
| 1998-2011                                | André Bonnin    | PS              |          |
| 2011-                                    | Sylvie Marcilly | UMP             |          |
| les dades anteriors no són pas conegudes |                 |                 |          |

| A partir de 1990: Població sense dobles comptes |